# Kampioenschap van Zürich
Het Kampioenschap van Zürich (Duits: Züri Metzgete en Meisterschaft von Zürich) was een eendaagse wielerwedstrijd in de omgeving van het Zwitserse Zürich. De wedstrijd werd voor het eerst in 1914 georganiseerd en vanaf 1917 onafgebroken tot en met de laatste verreden (prof)editie in 2006.
In april 2007 besliste de organisatie van het Kampioenschap van Zürich om de wedstrijd dat jaar af te gelasten. Deze beslissing kwam er nadat de hoofdsponsors van het kampioenschap waren afgehaakt.
De wedstrijd maakte vroeger deel uit van de wereldbeker en werd in 2005 onderdeel van de UCI ProTour. De editie van 2007 werd om organisatorische redenen afgelast; sinds 2008 is de wedstrijd enkel toegankelijk voor amateurs. Na zeven edities als amateurwedstrijd hield de koers in 2015 om organisatorische redenen op te bestaan.

## Lijst van winnaars

### Meervoudige winnaars
| Overwinningen | Renner           | Land        | Jaren                              |
| ------------- | ---------------- | ----------- | ---------------------------------- |
| 6             | Heiri Suter      | Zwitserland | 1919, 1920, 1922, 1924, 1928, 1929 |
| 3             | Paul Egli        | Zwitserland | 1934, 1935, 1942                   |
| 2             | Gino Bartali     | Italië      | 1946, 1948                         |
| 2             | Fritz Schär      | Zwitserland | 1949, 1950                         |
| 2             | Hugo Koblet      | Zwitserland | 1952, 1954                         |
| 2             | Franco Bitossi   | Italië      | 1965, 1968                         |
| 2             | Walter Godefroot | België      | 1970, 1974                         |
| 2             | Johan Museeuw    | België      | 1991, 1995                         |
| 2             | Paolo Bettini    | Italië      | 2001, 2005                         |

### Overwinningen per land
| Overwinningen | Land                                                                        |
| ------------- | --------------------------------------------------------------------------- |
| 45            | Zwitserland                                                                 |
| 20            | Italië                                                                      |
| 13            | België                                                                      |
| 5             | Duitsland                                                                   |
| 4             | Nederland                                                                   |
| 2             | Spanje                                                                      |
| 1             | Australië, Canada, Frankrijk, Namibië, Oostenrijk, Polen, Portugal, Rusland |

1914 · 
1915 · 
1916 · 
1917 · 
1918 · 
1919 · 
1920 · 
1921 · 
1922 · 
1923 · 
1924 · 
1925 · 
1926 · 
1927 · 
1928 · 
1929 · 
1930 · 
1931 · 
1932 · 
1933 ·
1934 ·
1935 ·
1936 ·
1937 ·
1938 ·
1939 ·
1940 ·
1941 ·
1942 ·
1943 ·
1944 ·
1945 ·
1946 ·
1947 ·
1948 ·
1949 ·
1950 ·
1951 ·
1952 ·
1953 ·
1954 ·
1955 ·
1956 ·
1957 ·
1958 ·
1959 ·
1960 ·
1961 ·
1962 ·
1963 ·
1964 ·
1965 ·
1966 ·
1967 ·
1968 ·
1969 ·
1970 ·
1971 ·
1972 ·
1973 ·
1974 ·
1975 ·
1976 ·
1977 ·
1978 ·
1979 ·
1980 ·
1981 ·
1982 ·
1983 ·
1984 ·
1985 ·
1986 ·
1987 ·
1988 ·
1989 ·
1990 ·
1991 ·
1992 ·
1993 ·
1994 ·
1995 ·
1996 ·
1997 ·
1998 ·
1999 ·
2000 ·
2001 ·
2002 ·
2003 ·
2004 ·
2005 ·
2006